# آرامگاه امامزاده حمزه
آرامگاه امامزاده حمزه شهر ری یکی از آرام‌گاه‌های مشهور شهر ری است که در جوار آرامگاه شاه عبدالعظیم واقع شده‌است. سابقه این بارگاه را پیش‌تر از آرامگاه شاه عبدالعظیم می‌دانند. امامزاده حمزه را یکی از اولاد یا احفاد امام موسی کاظم و از سادات موسوی نوشته‌اند.